# Xystrocera velutina
Xystrocera velutina är en skalbaggsart som beskrevs av Karl Jordan 1894.
Xystrocera velutina ingår i släktet Xystrocera och familjen långhorningar. Artens utbredningsområde är Gabon och Ghana. Inga underarter finns listade i Catalogue of Life.